# Saint-Martin-du-Bois, Maine-et-Loire

Saint-Martin-du-Bois este o comună în departamentul Maine-et-Loire, Franța. În 2009 avea o populație de 862 de locuitori.